# Катруся (фільм)
«Катруся» (рос. «Катенька») — радянський художній фільм 1987 року.

## Сюжет
Гриша і Даша любили один одного. Коли юнак поїхав вчитися в Ленінград, Даша не стримала слова і закохалася в Євгена. Її сестра, Катруся, втішаючи Гришу, зізналася йому в любові, але, відкинута юнаком, захворіла і померла. Через багато років Гриша приїжджає в рідне місто, зустрічає пристарілих Дашу, Євгена і їх внучку, як дві краплі води схожу на Катю…
Фільм знімався в Калузі.

## У ролях
- Майя Булгакова —  Даша
- Оксана Арбузова —  Катруся
- Владислав Демченко —  Гриша Макаров
- Олена Дробишева —  Даша
- Вадим Андрєєв —  Євген
- Віктор Гоголєв —  Григорій Макаров
- Всеволод Платов —  Євген
- Марія Барабанова —  Ганечка
- Валентин Букін —  кухар Іван Олексійович
- Алла Мещерякова —  мама Гриші
- Ян Янакієв —  батько Каті і Даші
- Євген Платохін —  жандарм
- Надія Євдокимова —  Оленка
- Сергій Скрипкін —  Мітя
- Артур Ніщенкін —  батько Гриші
- Ольга Григор'єва —  мама Каті і Даші

## Знімальна група
- Автор сценарію: Вацлав Михальський
- Режисер: Леонід Бєлозорович
- Оператор: Михайло Роговий
- Художник: Борис Дулєнков
- Композитор: Олександр Кобляков